# Pirosfülű pillangópinty
A pirosfülű pillangópinty vagy pillangópinty (Uraeginthus bengalus) vagy a madarak osztályának a verébalakúak (Passeriformes) rendjébe, ezen belül a díszpintyfélék (Estrildidae) családjába tartozó faj.

## Rendszerezése
A fajt Carl von Linné svéd természettudós írta le 1766-ban, a Fringilla nembe Fringilla bengalus néven.

## Alfajai
- Uraeginthus bengalus bengalus (Linnaeus, 1766)
- Uraeginthus bengalus brunneigularis Mearns, 1911
- Uraeginthus bengalus katangae Vincent, 1934
- Uraeginthus bengalus littoralis Someren, 1922
- Uraeginthus bengalus ugogensis Reichenow, 1911[2]

## Előfordulása
Afrikában a Szahara alatti területeken honos. Természetes élőhelyei a szubtrópusi és trópusi száraz szavannák, gyepek és bokrosok, valamint szántok, legelők és vidéki kertek. Állandó, nem vonuló faj.

## Megjelenése
Testhossza 13 centiméter.
|  |  |

## Szaporodása
Fészekalja 4-5 fehér tojásból áll.

## Természetvédelmi helyzete
Az elterjedési területe rendkívül nagy, egyedszáma pedig stabil. A Természetvédelmi Világszövetség Vörös listáján nem fenyegetett fajként szerepel.